# قطعيات (أصول فقه)
القطعيات مصطلح كثير التردد عند علماء الأصول والفقه، ومعناه في اللغة: من القطع، وهو إبانة بعض الأجزاء من بعض، وله تعريفات عند علماء أصول الفقه، فهو عند الحنفية: (ما ليس فيه احتمال التأويل ولا احتمال النسخ والتبديل).
والقطعيات نوعان عند علماء أصول الفقه: قطعيات من جهة النص، وقطعيات من جهة مصدر التشريع، ويرى علماء الأصول أن منكر وجاحد القطعيات الثابتة قطعًا كالقرآن خارج عن الإسلام، كمنكر القرآن ومسلماته، يقول أبو زرعة العراقي: (جاحد المجمع عليه المعلوم من الدين بالضرورة كافر قطعًا).

## معنى القطعيات
القطعيات عند علماء اللغة: القطع هو إبانة بعض أجزاء الجرم من بعض فصلا. قطعه يقطعه قطعة قطيعه وقطوعة، وهي من المصدر قطعت الحبل قطعة فانقطع، وعرف القطع القاف والطاء والعين أصل صحيح واحد يدل على الصدق وإبانة شيء من شيء، والقطيعة: الهجران، والقطيع: السوط، والقطع ظلمة آخر الليل، قال تعالى: {إِلَيْكَ فَأَسْرِ بِأَهْلِكَ بِقِطْعٍ مِنَ اللَّيْلِ}.
والقطعيات عند علماء أصول الفقه لها تعاريف عديدة وأسماء مختلفة، منها:
تعريف علاء الدين البخاري الحنفي، ويسميه المحكم كما هو اصطلاح الحنفية بقوله: (ما ليس فيه احتمال التأويل ولا احتمال النسخ والتبديل).
وتعريف الغزالي الشافعي، ويسميه النص كما هو اصطلاح الشافعية: (والنص هو الذي لا يحتمل التأويل).

## تاريخ استخدام المصطلح
يرجع تاريخ مصطلح القطع بالمعنى الأصولي المعروف إلى القرن الرابع الهجري، وتحديدا زمن الصيرفي (330هـ)، قال الصيرفي كما نقل عنه الزركشي: (القائل بأن خبر الواحد يفيد العلم, إن أراد العلم الظاهر فقد أصاب, وإن أراد القطع حتى يتساوى مع التواتر فباطل).
ومن ذلك التاريخ صار يستعمل مصطلح القطع في مجالين متعلقين بالنص:
الأول: مجال ثبوت النص: وهو ما يسمى بالمتواتر، المتمثل بنصوص القرآن الكريم، ومتواتر السنة النبوية.
والثاني: مجال دلالة النص، وهو ما لا يحتمل سوى معنى واحد فقط.

## أنواع القطعيات عند الأصوليين
1-القطعيات من جهة النص: وفيه قولان: ونقصد بالنص: النص الشرعي سواء أكان من كتاب الله تعالى أو غيره من مصادر التشريع الأخرى من حيث إجماعها للتأويل وعدم إجماعها من جهة المعنى أو الدلالة.
القول الأول: قال: في حال احتمال القطعي للتأويل لا يسمى قطعية وممن تبنى هذا الرأي: التفتازاني.
القول الثاني: هناك من نظر للقطعيات باعتبارها مصادر للتشريع من كتاب وسنة وإجماع وقياس وقواعد فقهية ومقاصد. والاحتمال لا تأثير له على القطع حتى يدلَّ دليل على ذلك، وبه قال ابن قدامة الحنبلي.
2-القطعيات من جهة مصدر التشريع: والقطعيات إما من القرآن أو السنة المتواترة.

## رأي الأصوليين في حكم مخالفة القطعيات
يرى علماء الأصول: أن منكر وجاحد القطعيات الثابتة قطعًا، كالقرآن خارج عن الإسلام، كمنكر القرآن ومسلماته، يقول أبو زرعة العراقي: (جاحد المجمع عليه المعلوم من الدين بالضرورة كافر قطعًا).
وفصّل السبكي الشافعي في حكم منكر تلك القطعيات: (وجعل السبكي لمنكر المجمع عليه غير المعلوم من الدين بالضرورة ثلاث مراتب:
منكر إجماع ذي شهرة فيه نص، كحل البيع، ففي جمع الجوامع كافر في الأصح، وقال في شرح مختصر ابن الحاجب: ولا ريب في كفره لتكذيبه الصادق.
ومنكر إجماع ذي شهرة لا نص فيه قيل لا يكفر؛ لأنه لم يصرح بتكذيب الصادق إذ الفرض أن لا نص فيه، وإنما كذب المجمعين والأصح يكفر؛ لأن تكذيبهم يتضمن تكذيب الصادق.
ومنكر إجماع ليس بذي شهرة والأصح لا يكفر وعبر عنه في جمع الجوامع بأنه لا يكون جاحدا لخفي ولو منصوصا ومثل باستحقاق بنت الابن السدس مع الصلبية فإنه قضى به النبي - صلى الله عليه وسلم - كما في صحيح البخاري وفي شرح المختصر، وقال بعض الفقهاء: لتكذيبه الأمة، وجوابه: أنه لم يكذب الأمة صريحا؛ إذ الفرض أنه ليس مشهورا، فهو مما يخفى على مثله).
وأما منكر القطعي من حيث الدلالة لا الثبوت، فإنّ علماء الأصول لا يفكرونه؛ بل يخطئونه فقط، يقول أبو يعلى الحنبلي: (فما كان دليله مقطوعاً عليه: علمنا إصابته، وقطعنا بخطأ من خالفنا، ونقضنا حكمه، وحكمنا بإثمه، ولم نُخَير العامي في تقليده).
ويقول الشاطبي: (فأما القطعي؛ فلا مجال للنظر فيه بعد وضوح الحق في النفي أو في الإثبات، وليس محلا للاجتهاد، وهو قسم الواضحات؛ لأنه واضح الحكم حقيقة، والخارج عنه مخطئ قطعًا).

## أمثلة لمخالفة القطعيات في العقيدة والفقه
1-نزول عيسى عليه السلام آخر الزمان، وهو متفق عليه بين علماء المسلمين السنة، يقول ابن عثيمين: (وسبق لنا بالنسبة لنزول عيسى ـ عليه السلام ـ أنه ينزل نزولاً حقيقياً إلى الأرض، وهو حي الآن.
وأنكره شيخ الأزهر محمود شلتوت.
2-بطلان زواج المسلمة من غير المسلم، يقول ابن قدامة الحنبلي: (لا يجوز لكافر نكاح مسلمة. قال ابن المنذر: أجمع على هذا كل من نحفظ عنه من أهل العلم).
وممن خالف هذا الإجماع ومن يقول بجواز زواج المسلمة من غير المسلم حسن الترابي، إذ قال في فتوى له: (إن القول بحرمة ذلك مجرد أقاويل وتخرصات وأوهام وتضليل الهدف منه جر المرأة للوراء، لأنه لا يوجد أية أو حديث يحرم زواج المسلمة بالكتابي).
3-حكم قتل المرتد مجمع عليه، قال ابن حزم الظاهري: (المرتد من الكفار، وهذا لا شك فيه عند مسلم... وبرهان ذلك: إجماعكم معنا على أن المرتد لا يقر على ردته).
وخالف في ذلك طه جابر العلواني إذ قال: (إن كل ما ورد في القرآن المجيد في الردة والارتداد عقوبة أخروية).

## مظان مبحث القطعيات
1. منهج القطع والظن في أصول الفقه، رسالة ماجستير من كلية الشريعة والقانون بالجامعة الإسلامية في غزة، يحيى عبد الهادي.
2. القطع والظن في أصول الفقه. د. سعد الشثري.
3. القطعية والظنية في أصول الفقه. عمر عبد العزيز.